# Catherine Sedley, grevinna av Dorchester
Catherine Sedley, grevinna av Dorchester, född 21 december 1657, död 26 oktober 1717, var en engelsk hovfunktionär. Hon är känd som mätress åt Jakob II av England. 
Hon utnämndes till hovfröken åt Maria av Modena 1677 och blev sedan mätress åt Jakob II. Paret fick inga barn. När Jakob II besteg tronen 1685 fick hon en pension och utnämndes till grevinna av Dorchester. Detta sågs som en skandal och hon tillbringade en tid på Irland för att låta skandalen blåsa över innan hon återvände till hovet. 
När Jakob II flydde till Frankrike och avsattes 1688 kvarstannade hon i England. Hon gifte sig 1696 med David Colyear, 1:e earl av Portmore, med vilken hon fick fyra barn.